# 三浦書店
三浦書店（みうらしょてん）は、かつて東京府豊多摩郡戸塚町（現在の新宿区西早稲田）に存在した日本の出版社。「日本の公園の父」と言われる本多静六、その娘婿で九州帝国大学教授であった植村恒三郎などの、主に林学に関する書籍を出版していた。

## 主な出版物
- 『森林家必携』（本多静六著、1909年）
- 『造林学本論』（本多静六著、1910年）
- 『林価算法及林業較利学』（植村恒三郎、右田半四郎共著、1911年）
- 『本多造林学 : 各論』（本多静六著、1915年）
- 『本多造林学』（本多静六著、1917年）
- 『森林経理学』植村恒三郎著、1920年）
- 『本邦林野ノ入会関係ト入会権』（植村恒三郎著、1923年）
- 『新体制と林政』（植村恒三郎著、1942年）